# 新瓦西里夫卡 (梅利托波爾區)

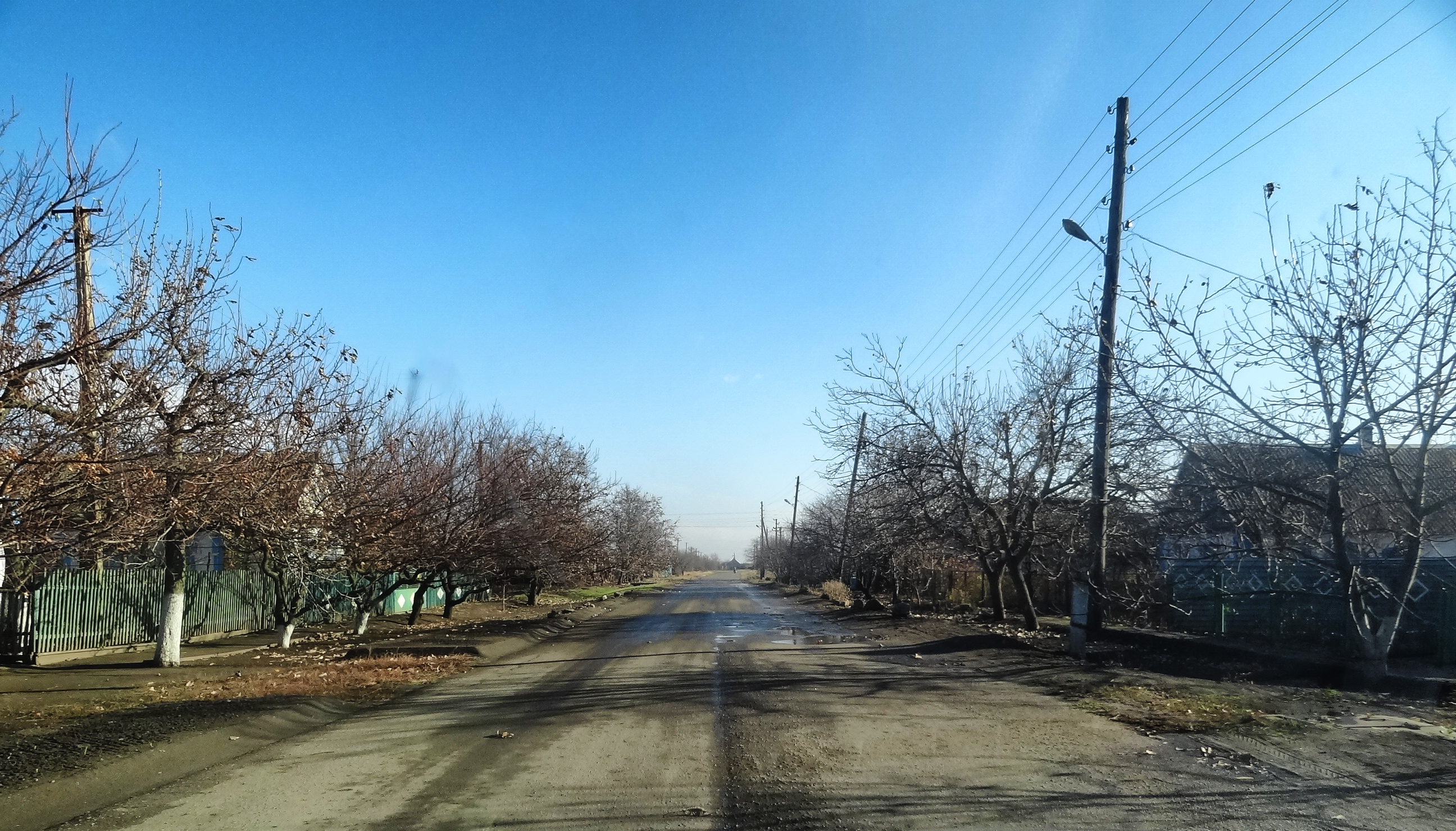
道路

新瓦西里夫卡（羅馬化：Novovasylivka），又按俄语名译为新瓦西列夫卡，是烏克蘭南部扎波羅熱州梅利托波爾區新瓦西里夫卡市镇内的鎮及其行政中心。處於阿波克尼河畔，始建於1823年，面積6.64平方公里，海拔高度30米，2011年人口2,530，人口密度每平方公里381人。